# 東京都道166号瑞穂あきる野八王子線

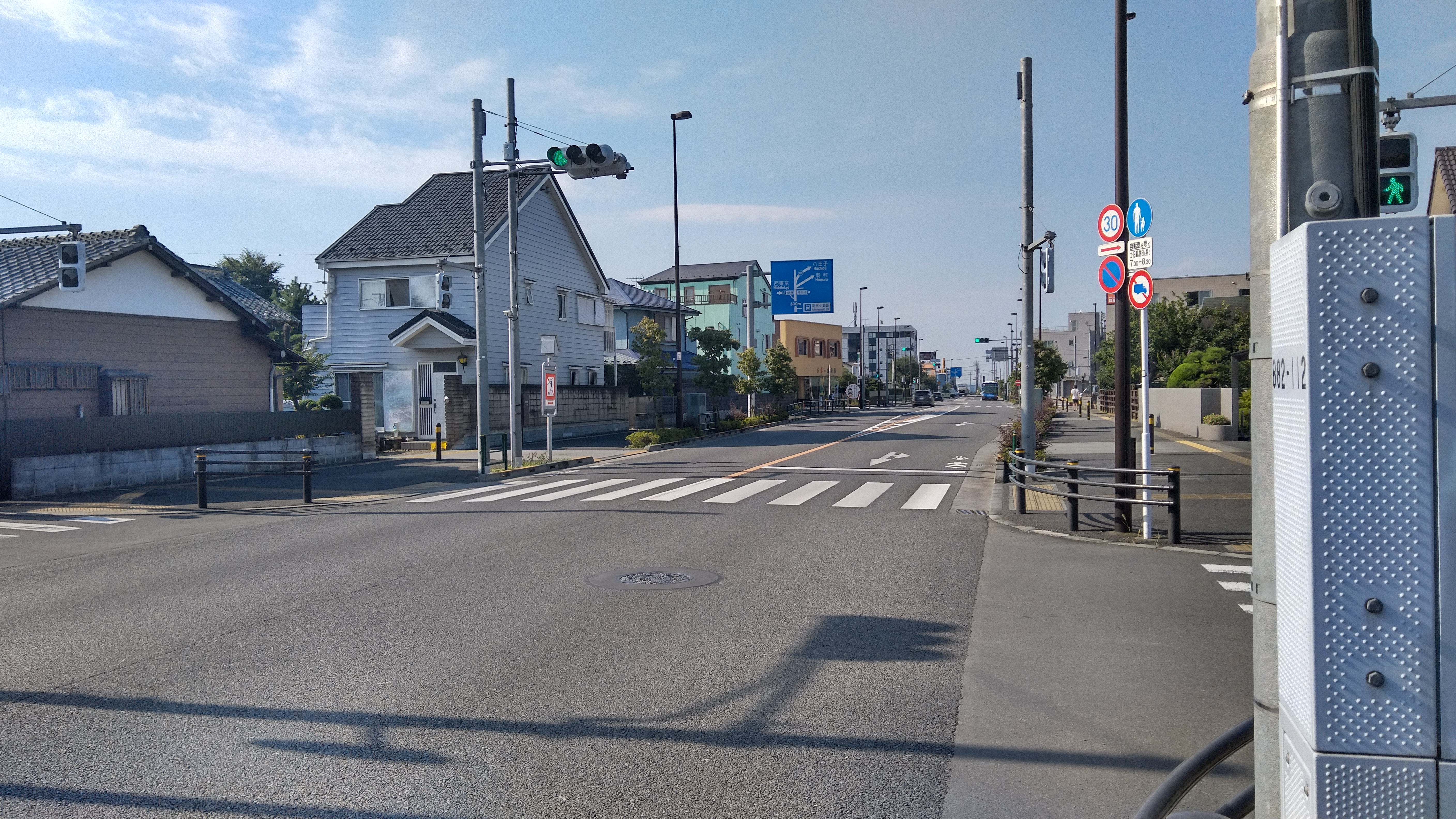
多摩都市モノレール導入に向けて拡幅された東京都道166号線、箱根ヶ崎駅東口付近

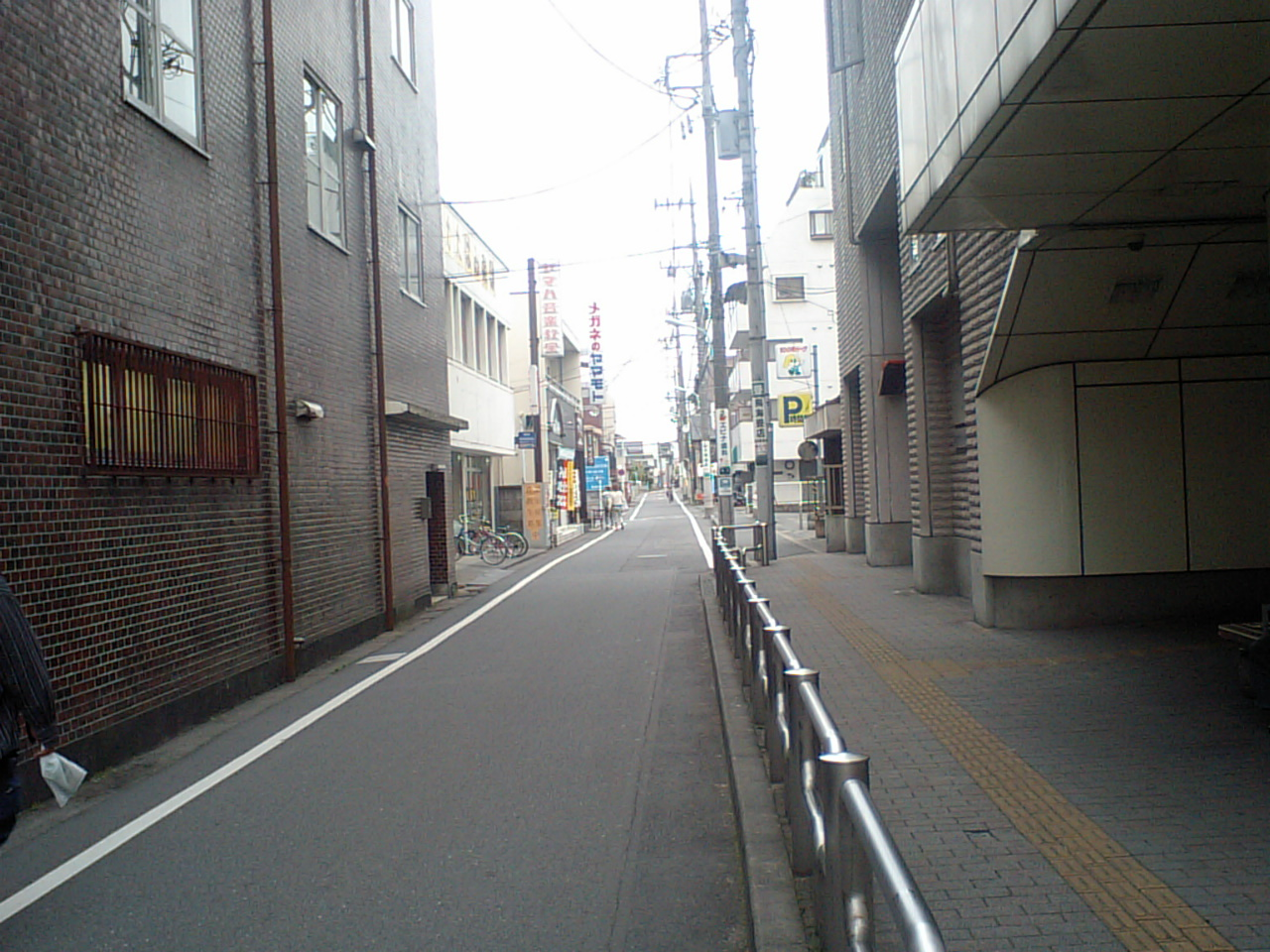
福生駅西口横の青梅線沿い一方通行の細道部分。単なる生活道路で、都道としての役割はない。

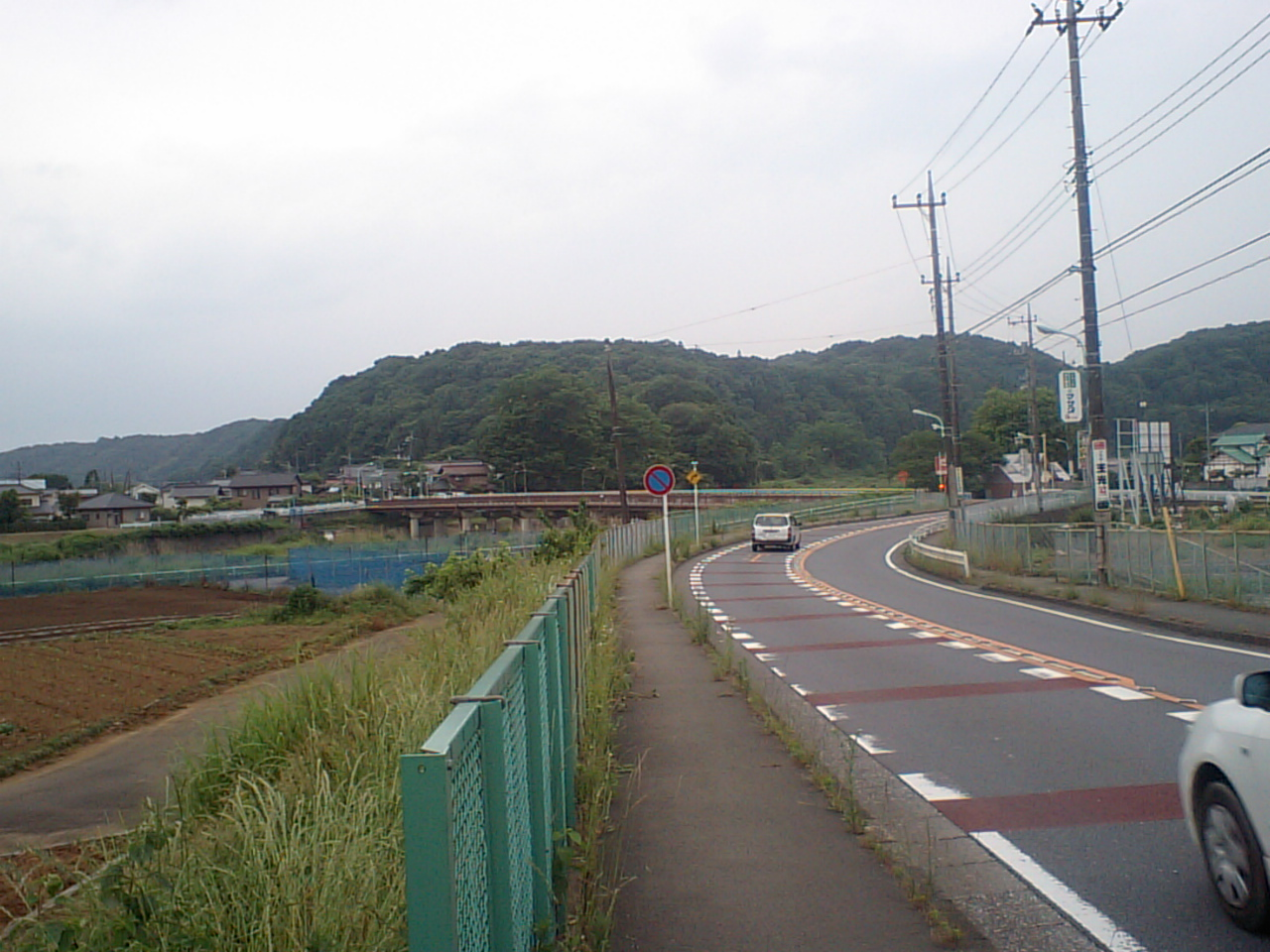
あきる野市、八王子市境の東秋川橋付近。八王子市中心部と、国道16号横田基地方面相互の抜け道になるため、交通量が多い。

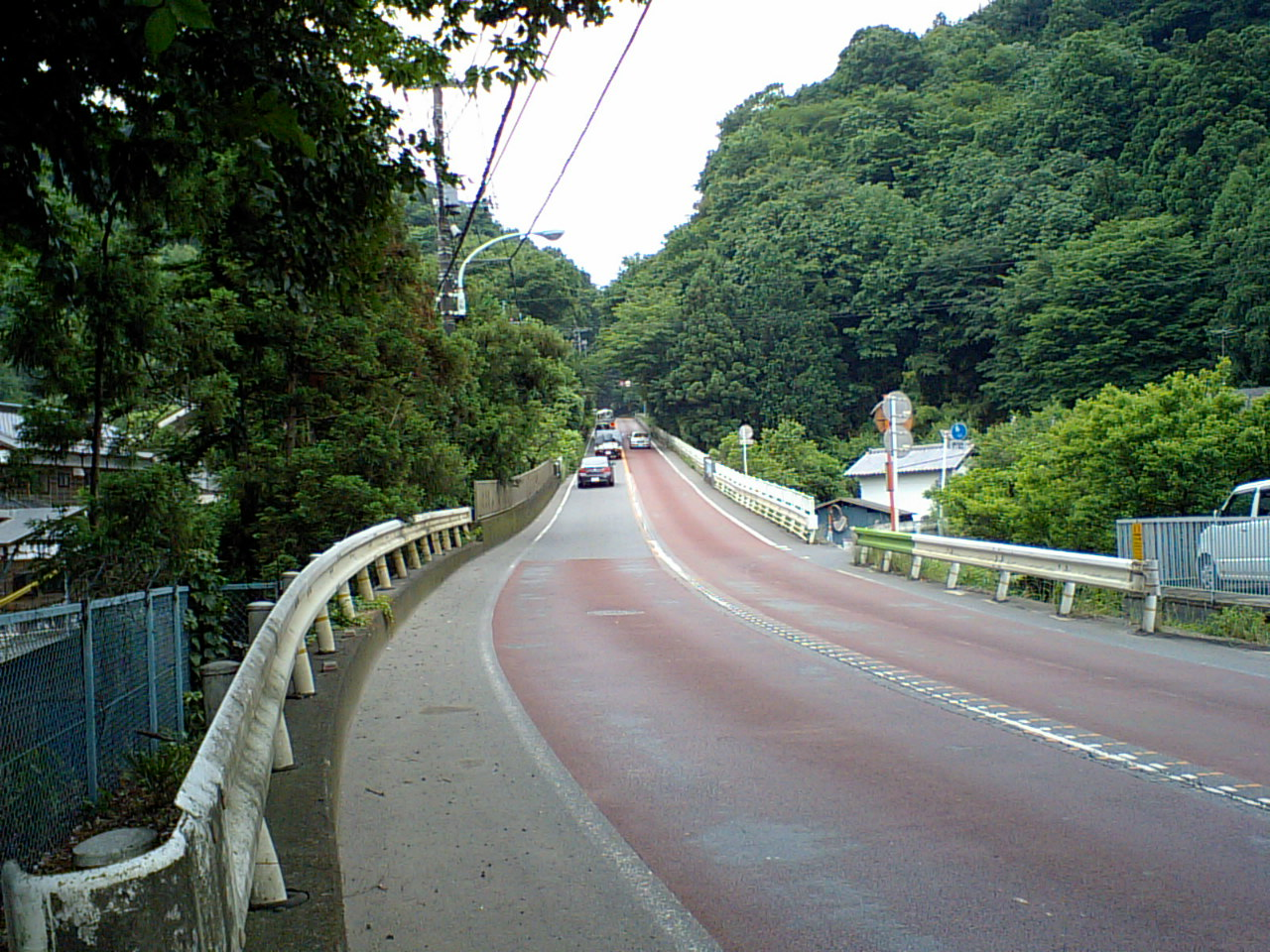
八王子市高月町から同丹木町3丁目交差点に向かう峠下。この1.4キロ区間は、連続雨量150ミリで通行止めになる。

東京都道166号瑞穂あきる野八王子線（とうきょうとどう166ごう みずほあきるのはちおうじせん）は、東京都西多摩郡瑞穂町から福生市・あきる野市を経由し、また八王子市左入町の谷野街道入口交差点からは国道16号と、同八幡町からは国道20号と重複して同横山町の八王子駅入口交差点に至る一般都道である。

## 概要
羽村市 東京都道249号福生青梅線交差点から公立福生病院南の間は、区画整理時に消滅している。瑞穂町の箱根ケ崎駅付近は、多摩都市モノレール導入のための東口ロータリー整備の一環で、2018年度までに道路が拡幅された。なお、同駅の東口ロータリー部は、この道路の一部として指定されている。
- 陸上距離：16,159m
- 起点：東京都西多摩郡瑞穂町高根（狭山平交差点 = 国道16号交点）
- 終点：東京都八王子市横山町（八王子駅入口交差点 = 国道20号交点）

## 通過する自治体
- 東京都
  - 西多摩郡瑞穂町
  - 羽村市
  - 福生市
  - あきる野市
  - 八王子市

## 名称・愛称
- 東京環状（瑞穂町内と八王子市内の国道16号との重複区間）
- 多摩橋通り（福生市）
- 五日市街道（東京都道7号杉並あきる野線との重複区間）
- 谷野街道（八王子市）
- 甲州街道（国道20号との重複区間）

## 交差・接続している道路
- 国道16号（東京都西多摩郡瑞穂町）
- 東京都道5号新宿青梅線（東京都西多摩郡瑞穂町）
- 国道16号（東京都西多摩郡瑞穂町）
- 東京都道249号福生青梅線（東京都羽村市）
- 東京都道165号伊奈福生線（東京都福生市）
- 東京都道29号立川青梅線（東京都福生市）
- 東京都道7号杉並あきる野線（五日市街道。東京都福生市、あきる野市）
- 東京都道7号杉並あきる野線（睦橋通り。あきる野市）
- 東京都道186号高月楢原線（東京都八王子市）
- 国道411号（東京都八王子市）
- 国道16号（東京都八王子市）
- 国道20号（東京都八王子市）

## 重複区間
- 東京都道165号伊奈福生線（東京都福生市福生 福生駅 - 福生駅西交差点）
- 東京都道7号杉並あきる野線（福生市北田園 - あきる野市二宮 二宮本宿交差点）
- 国道16号（東京都八王子市左入町 谷野街道入口交差点 - 東京都八王子市八日町 八日町交差点）
- 国道20号（東京都八王子市八幡町 八幡町交差点 - 東京都八王子市横山町 八王子駅入口交差点）

## 都市計画道路指定
- 福生市・西多摩郡瑞穂町
  - 福生3.4.2号線
  - 福生3.4.5号線
  - 福生3.4.10号線

## その他
東京都の有料道路事業扱いであるひよどり山有料道路が無償化され、八王子市に移管されるまでは、全線が当道路の支線として扱われていた。現在は八王子市が管理する市道扱いである。